# Marcus Deen
Marcus Deen (Zoetermeer, 5 augustus 1973) is een Nederlands voormalig kunstschaatser.
Deen is zesvoudig Nederlands kampioen en nam deel aan de WK van 1993 en de EK's van 1995 en van 1996. Hij ging nooit naar de Olympische Winterspelen en beëindigde na het seizoen 1997/98 zijn sportieve carrière. Hij werkt sinds 2004 als kunstschaatscoach bij de Alkmaarsche IJsclub.

## Belangrijke resultaten
| Kampioenschap           | 89/90  | 90/91 | 91/92  | 92/93 | 93/94 | 94/95 | 95/96 | 96/97 | 97/98  |
| ----------------------- | ------ | ----- | ------ | ----- | ----- | ----- | ----- | ----- | ------ |
| Wereldkampioenschap     |        |       |        | 37e   |       |       |       |       |        |
| Europees kampioenschap  |        |       |        |       |       | 30e   | 30e   |       |        |
| Nationaal kampioenschap | Zilver | Goud  | Zilver | Goud  | Goud  | Goud  | Goud  | Goud  | Zilver |